# Malá kopa
Malá kopa (polsky Mała Kopa, 1637 m n. m.) je hora v Západních Tatrách na Slovensku. Nachází se v jižní rozsoše Sivého vrchu (1805 m) mezi vrcholy Veľká kopa (1648 m) na severu a Babky (1566 m) na jihozápadě. Od Veľké kopy je oddělena sedlem Predúvratie (1585 m), od Babek sedlem Babková priehyba (1491 m). Východní svahy klesají do Jalovecké doliny, západní svahy spadají do Huňové doliny. Směrem k Babkové priehybě se nachází předvrchol vysoký 1566 m. Z něj vybíhá hřbet Rigeľ, který směřuje na jih k polaně Červenec, kde se stáčí k jihozápadu, a pokračuje až k vrcholu Mních (1460 m), za nímž klesá do Jalovské doliny. Na východních svazích Malé kopy se rozkládá polana Medvedie.

## Přístup
- po modré  turistické značce ze sedla Predúvratie
- po modré  turistické značce od Chaty pod Náružím
- po zelené  turistické značce ze sedla Predúvratie
- po zelené  turistické značce z rozcestí Pod Babkami

(všechny trasy vedou pouze po úbočí, samotný vrchol je nepřístupný)

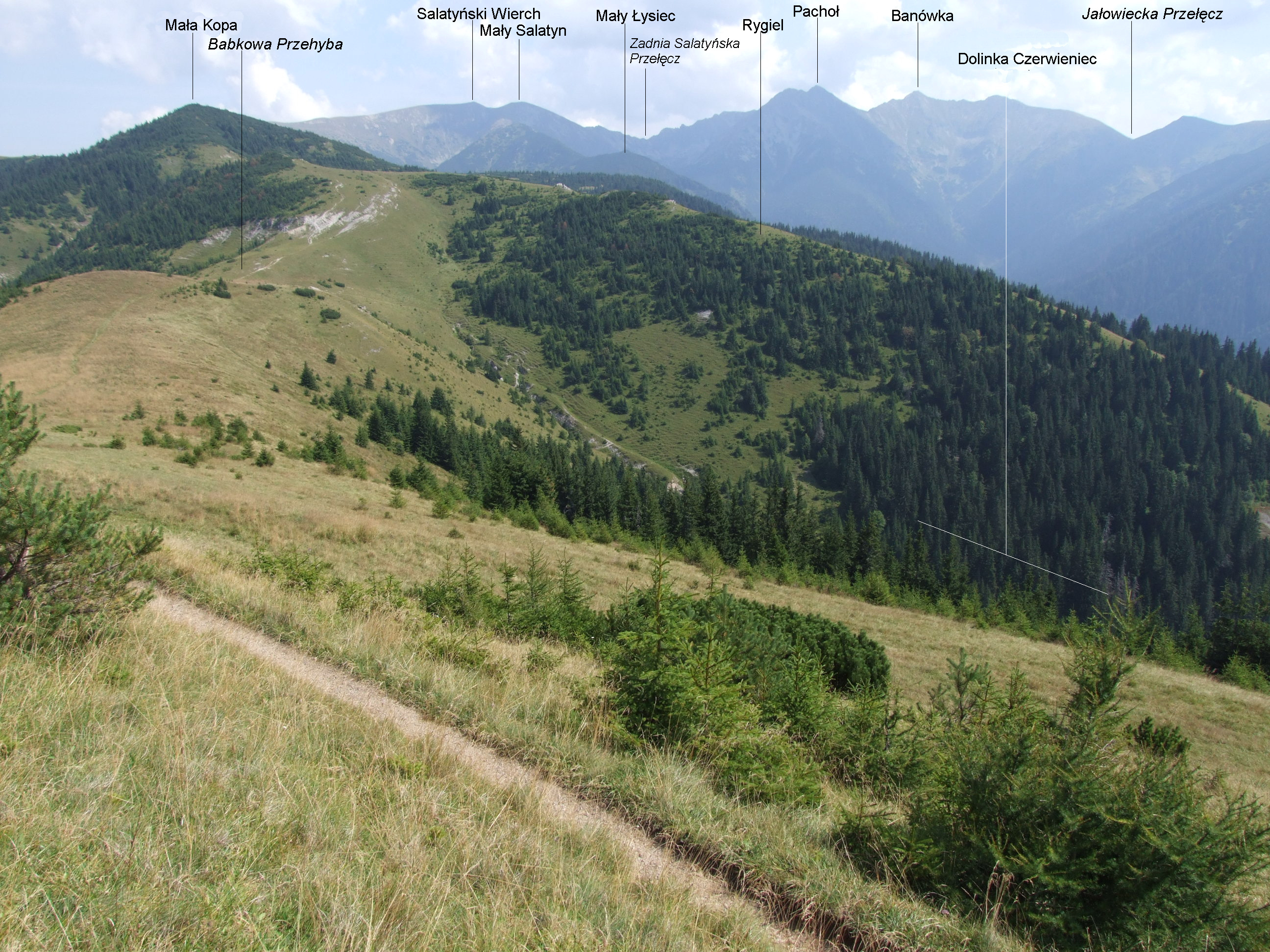
Malá kopa od Babek